# Psammisia macrophylla
Psammisia macrophylla är en ljungväxtart som först beskrevs av Carl Sigismund Kunth, och fick sitt nu gällande namn av Johann Friedrich Klotzsch. Psammisia macrophylla ingår i släktet Psammisia och familjen ljungväxter. Inga underarter finns listade i Catalogue of Life.